# Pinhoe
Pinhoe är en stadsdel i Exeter, i distriktet Exeter, i grevskapet Devon, i England. Pinhoe var en civil parish fram till 1966 när blev den en del av Exeter och Broad Clyst. Denna civil parish hade 3 431 invånare år 1961. Denna ward hade 9 588 invånare år 2021. Byn nämndes i Domedagsboken (Domesday Book) år 1086, och kallades då Pinnoch.